# Лойхтенберг
Лойхтенберг (нем. Leuchtenberg) — ярмарочная община в Германии, в земле Бавария. 
Подчиняется административному округу Верхний Пфальц. Входит в состав района Нойштадт-ан-дер-Вальднаб. Подчиняется управлению Теннесберг.  Население составляет 1265 человек (на 31 декабря 2010 года). Занимает площадь 32,37 км².
Община подразделяется на 18 сельских округов.

## Население
По оценке на 31 декабря 2015 года население общины Лойхтенберг составляет 1172 чел. 

| Дата      | 1840 | 1871 | 1900 | 1925 | 1939 | 1950 | 1961 | 1970 | 1987 | 2011 |
| --------- | ---- | ---- | ---- | ---- | ---- | ---- | ---- | ---- | ---- | ---- |
| Население | 1504 | 1498 | 1286 | 1253 | 1134 | 1321 | 1127 | 1199 | 1192 | 1251 |

| Год       | 1960 | 1970 | 1980 | 1990 | 2000 | 2009 | 2010 | 2011 | 2012 | 2013 | 2014 | 2015 |
| --------- | ---- | ---- | ---- | ---- | ---- | ---- | ---- | ---- | ---- | ---- | ---- | ---- |
| Население | 1118 | 1222 | 1186 | 1374 | 1360 | 1303 | 1265 | 1236 | 1212 | 1220 | 1200 | 1172 |